# Tintín
|  | No s'ha de confondre amb Tin Tin. |

|  | Aquest article tracta sobre el personatge de còmics. Si cerqueu la sèrie de còmics d'Hergé, vegeu «Les aventures de Tintín». |

Tintín (en francès Tintin) és un personatge de ficció que protagonitza la sèrie de còmics Les aventures de Tintín. Va ser creat pel dibuixant belga Georges Remi, més conegut com a Hergé. Les seves aventures es van començar a publicar per fascicles en la revista Le Petit Vingtième l'any 1929, en el núm. 11 de la revista, del 10 de gener de 1929.
Es tracta d'un jove reporter intrèpid que, acompanyat del seu inseparable gosset Milú, s'embarcarà en un seguit d'aventures que el portaran pels cinc continents enfrontant-se sovint a tota una colla de malvats (Rastapopoulos, Allan, el doctor Müller, etc.) envoltat dels seus amics, que anirà coneixent amb el temps, com el capità Haddock, el professor Silvestre Tornassol o els poc afortunats detectius Dupond i Dupont, entre d'altres.
Hergé va batejar el seu personatge inspirant-se en l'àlbum de Benjamin Rabier Tintín Lutin, que va aparèixer el 1897, i la vestimenta d'en Tintín s'assembla a la d'un altre personatge del mateix àlbum, Onèssim. En l'àlbum de Rabier, 'Tintín' és l'hipocorístic del nom Martin, si bé també podria ser-ho d'Augustin. Pel que fa a la seva "personalitat", Tintín es pot considerar com el "descendent" de Totor, un precedent personatge (un cap escolta) creat per Hergé el 1926.

## Característiques del personatge

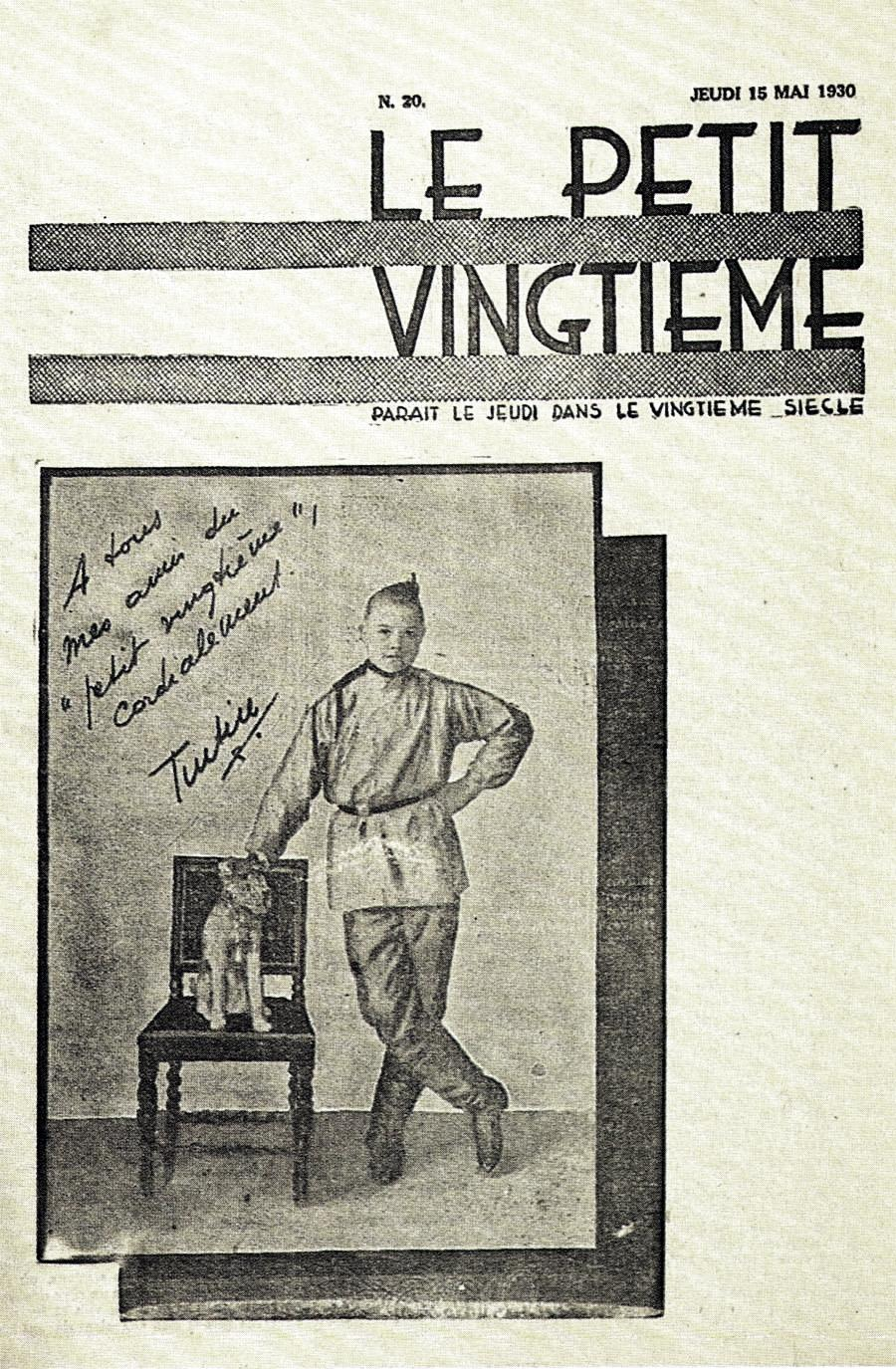
Portada del 20è número del Petit Vingtième, publicat el 13 de maig de 1930, en la qual un Tintin personificat saluda als seus seguidors.

En Tintín és un noiet jove, que Hergé va crear com un nadiu de Brussel·les de 15 anys, tot i que altres fonts apunten que la seva edat se situa entre els 16 i els 18 anys. Va pentinat amb un tupè, du pantalons de golf (a la moda dels anys 30) i sempre va acompanyat del seu gosset Milú. Se'l pot descriure com un xicot aventurer, valent, altruista, intel·ligent, actiu i amistós, però també molt decidit a combatre i denunciar la maldat del món.

### Adreça
En Tintín viu al primer pis del Carrer del Llaurador, 26, a Brussel·les. Aquest carrer existeix realment en un barri popular del centre de la ciutat, prop de la place du Jeu de Balle, la Plaça dels Encants on comença l'acció d'El secret de l'Unicorn (50° 50′ 34″ N, 4° 20′ 51″ E / 50.842676°N,4.347512°E). Hi viu fins a l'àlbum Tintín al país de l'or negre, a partir del qual viu al castell de Molins de Dalt, on cohabita amb el capità Haddock i el professor Tornassol.

### Tintín en carn i ossos
El personatge ha estat interpretat al cinema per Jean-Pierre Talbot a Tintín i el misteri del toisó d'or (1961) i a Tintín i el misteri de les taronges blaves (1964), i per Jamie Bell (en captura de moviment) a Les aventures de Tintín: El secret de l'Unicorn (2011).